# Парадыж (гмина)
Парадыж (пол. Paradyż) — сельская гмина (волость) в Польше, входит как административная единица в Опочненский повет, Лодзинское воеводство. Население — 4476 человек (на 2004 год).

## Соседние гмины
1. Гмина Александрув
2. Гмина Бялачув
3. Гмина Мнишкув
4. Гмина Славно
5. Гмина Жарнув